# Amer Shafi
Amer Shafi  (en árabe: شفيع عامر‎; Amán, Jordania, 14 de febrero de 1982) es un exfutbolista
jordano que jugaba como portero.

## Trayectoria
Comenzó su carrera como
centrocampista y luego se convirtió en
portero. Luego de jugar varios años para Al-Yarmouk, se unió a Al-Wehdat. Después de sus destacadas e increíbles actuaciones en la Copa Asiática de la AFC 2004, tuvo ofertas para jugar en Europa, pero no pudo dejar Jordania debido a las condiciones familiares y su carrera internacional. Más tarde jugó en los torneos de la Copa Asiática 2011, 2015 y 2019.

## Selección nacional
Shafi jugó su primer partido internacional
con la selección de Jordania
el 17 de agosto de 2002 contra Kenia en un partido amistoso que terminó en un
empate 1 - 1. Shafi es y siempre ha sido
apodado la Ballena de Asia debido a sus destacadas e increíbles paradas y
actuaciones acrobáticas. Marcó su
primer gol internacional el 17 de noviembre de 2002 en
un amistoso contra India dejando volar un tiro
largo que rebotó justo afuera del área
penal del equipp indio sorprendiendo a su número opuesto Gurpreet Singh. El juego
terminó 2-1 a favor de Jordania.

### Apariciones internacionales
- Actualizado al 5 de febrero de 2021.[9][9][10]

| Selección de Jordania | Selección de Jordania | Selección de Jordania |
| Año                   | Juegos                | Goles                 |
| --------------------- | --------------------- | --------------------- |
| 2002                  | 13                    | 0                     |
| 2003                  | 7                     | 0                     |
| 2004                  | 24                    | 0                     |
| 2005                  | 1                     | 0                     |
| 2006                  | 11                    | 0                     |
| 2007                  | 4                     | 0                     |
| 2008                  | 6                     | 0                     |
| 2009                  | 7                     | 0                     |
| 2010                  | 8                     | 0                     |
| 2011                  | 17                    | 0                     |
| 2012                  | 12                    | 0                     |
| 2013                  | 14                    | 0                     |
| 2014                  | 4                     | 0                     |
| 2015                  | 14                    | 0                     |
| 2016                  | 6                     | 0                     |
| 2017                  | 5                     | 0                     |
| 2018                  | 7                     | 1                     |
| 2019                  | 13                    | 0                     |
| 2020                  | 2                     | 0                     |
| 2021                  | 1                     | 0                     |
| Total                 | 176                   | 1                     |

### Goles internacionales
Las puntuaciones y los resultados enumeran primero el recuento de goles de Jordania.
| N.º | Fecha                   | Estadio                                  | Oponente | Gol | Resultado | Competición      |
| --- | ----------------------- | ---------------------------------------- | -------- | --- | --------- | ---------------- |
| 1.  | 17 de noviembre de 2018 | King Abdullah II Stadium, Amán, Jordania | India    | 1–0 | 2–1       | Partido amistoso |

## Clubes
| Club                | País           | Año       |
| ------------------- | -------------- | --------- |
| Al-Yarmouk          | Jordania       | 1999-2007 |
| Al-Faisaly (cedido) | Arabia Saudita | 2004-2005 |
| Ismaily             | Egipto         | 2006-2007 |
| Al-Wehdat           | Jordania       | 2007-2018 |
| Shabab Al-Ordon     | Jordania       | 2018-2019 |
| Al-Fayha            | Arabia Saudita | 2019-2020 |

## Palmarés

#### Al-Wehdat
- Liga Premier de Jordania (7): 2007-08, 2008-09, 2010-11, 2013-14, 2014-15, 2015-16 , 2017-18

- Copa de Jordania (4): 2008-09, 2009-10, 2010-11, 2013-14

- Copa FA Shield de Jordania (3): 2008, 2010, 2017

- Supercopa de Jordania (4): 2008, 2009, 2010, 2011, 2014.

#### Al-Faisaly
- Copa de Jordania (1): 2004–05